# Jaime Serra i Cau
Jaime Serra i Cau (Valência, 1427 - Roma, 15 de março de 1517) foi um cardeal do século XVII.

## Primeiros anos
Nasceu em Valência em Ca.1427. De origem catalã. Seu primeiro nome também está listado como Jaume.

## Educação
Mestre em teologia.

## Juventude
Entre 1455 e 1458, obteve vários benefícios eclesiásticos do Papa Calisto III. Notário na corte romana. Entre 1472 e 1475 manteve estreito contato epistolar com Lianoro di Lianori, núncio e coletor pontifício na Espanha. Apostólico protonotário. Tesoureiro Apostólico. Cânon do capítulo da catedral de Valência. Aconselhou o cardeal Rodrigo de Borja, futuro papa Alexandre VI, sobre a compra do ducado de Gandía e o casamento de seu filho Giovanni com María Enríquez, prima do rei Fernando II. Prelado doméstico do Papa Alexandre VI.

## Episcopado
Eleito arcebispo de Oristano em 11 de abril de 1492; renunciou ao governo da sé em favor de seu sobrinho Pedro Serra de Muñoz, em 9 de dezembro de 1510. Consagrado (nenhuma informação encontrada). Abade comendador de São Bernardo, Valência, agosto de 1492. Vigário do papa em Roma, 1496 até sua promoção ao cardinalato. O Papa Alexandre VI planejou encarregá-lo das negociações de paz entre a Santa Liga e a França, mas elas foram adiadas. Abade comendador do mosteiro de S. Benedetto di Gualdo, diocese de Nocera, 23 de agosto de 1500.

## Cardinalato
Criado cardeal sacerdote no consistório de 28 de setembro de 1500; foi publicado e recebeu o chapéu vermelho em 2 de outubro de 1500; e o título de S. Vitale, 5 de outubro de 1500. No consistório de 27 de novembro de 1500, foi nomeado legado em Perugia; retornou de sua legação a Roma em 21 de abril de 1501; retornou a Perugia em 3 de dezembro de 1502; ocupou o cargo até a morte do papa. Legado em Marche e Úmbria. Administrador da Sé de Linköping, Suécia, 3 de setembro de 1501; nunca residiu na diocese e renunciou ao seu governo em 6 de abril de 1513. Optou pelo título de S. Clemente, em 28 de junho de 1502. Participou do primeiro conclave de 1503 , que elegeu o Papa Pio III. Participou do segundo conclave de 1503 , que elegeu o Papa Júlio II. Abadecomendador do mosteiro celestino de S. Michele di Formicar diocese de Volterra, 1505. Abade comendador de Santa Maria de Ripoll, 1506 até sua morte. Administrador da Sé de Elne, 5 de setembro de 1506; recebeu um indulto para obter as rendas embora residisse em Roma; renunciou ao governo da Sé em 19 de março de 1513. Em 1506, instituiu em Roma a confraria de Montserrat. Abade comendador de San Miguel de Cuxà, 1507 a 1511. Cardeal protoprete, junho de 1509. Optou pela ordem dos cardeais bispos e pela sé suburbana de Albano, em 20 de janeiro de 1511. Esteve presente em todas as primeiras dez sessões do Quinto Concílio de Latrão, exceto na oitava. Administrador da Sé de Burgos, 28 de julho de 1512; embora o rei Fernando lhe tivesse solicitado a primeira diocese espanhola que ficaria vaga, o monarca opôs-se agora à nomeação, alegando que o papa a tinha feito antes de receber a súplica real; o cardeal renunciou à sé antes de 5 de julho de 1514, sem nunca ter tomado posse. Participou do conclave de 1513, que elegeu o Papa Leão X. Recebeu numerosos benefícios, canonismos e aluguéis na Itália e na Espanha. Administrador da Sé de Calahora, 5 de julho de 1514; renunciou ao governo da sé em 25 de maio de 1515. Optou pela sé suburbana de Palestrina em julho de 1516 (2) . Morreu durante a última sessão do Quinto Concílio de Latrão.
Morreu em Roma em 15 de março de 1517. Sepultado inicialmente na capela-mor da igreja de S. Giacomo degli Spagnoli, Roma; posteriormente, seus restos mortais foram transferidos para um mausoléu por ele construído numa capela de Santiago que fundou naquela igreja (3) . Ele estabeleceu um memorial de oito missas mensais e três aniversários cantados para o repouso de sua alma. O executor de seu testamento foi o cardeal Antonio Maria Ciocchi del Monte.